# عبدالکریم ابن ابی‌العوجاء
عبدالکریم ابن ابی العوجا از زندیق‌های سرشناس دورهٔ مهدی، خلیفه عباسی، بود.

## نام و نسب
نام او در بیش‌ترِ منابع «‌عبدالکریم‌» ذکر شده، ولی برخی از منابع او را به نام‌های دیگر ذکر کرده‌اند: در البدایة و النهایة نام او «‌محمّد‌» و در الفهرست  «‌نعمان‌» آمده که احتمالا هر دو اشتباه است. بلاذری نام پدر او را نُوَیره آورده است که از بنی عمرو بن ثعلبة بن عامر بن ذُهْل بن ثعلبه بوده‌است. منابع موجود از زمان تولد و اوایل زندگی او سخن نگفته‌اند، ولی می‌توان گفت که او به خانوده‌ای بزرگ تعلق داشته و دایی مَعْن بن زائده شیبانی بوده‌است.

## زندگی
از زندگی وی اطلاعات چندانی در دست نیست.
وی مدتی شاگرد حسن بصری بود، اما پس از چندی از وی جدا شد.
او از آزادی نسبی در دوران خود استفاده کرد و به ترویج اندیشه‌هایش پرداخت، گفته شده‌است که مریدانی داشته‌است. 
برخی وی را دهری دانسته‌اند و برخی مانوی.
به اعتقاد عبدالحسین زرینکوب، عبدالکریم ابن ابی العوجا آیین مانی داشت و در نشر آن اهتمام می‌ورزید و در اثبات آیین خویش با مخالفان آشکارا مناظره  می‌کرد. بعضی از مناظره‌هایی را که او با ابولهذیل  علاف از معتزله بغداد داشته‌است در کتاب‌ها نقل شده‌است.
بلاذری توهین به قرآن و نماز را علت قتل وی بر شمرده‌است.